# サセックス公爵
サセックス公爵（サセックスこうしゃく、英: Duke of Sussex）は、イギリスの公爵位。連合王国貴族。

## 歴史
ジョージ3世が1801年11月27日に六男のオーガスタス・フレデリック王子に授けた爵位で、同時にジョージ3世はオーガスタス・フレデリック王子をインヴァネス伯爵とアークロー男爵にも叙している。オーガスタス・フレデリック王子の2度の結婚はいずれも王室結婚令に反しているとされたため、この爵位は一代限りで断絶した。
以後再度創設されたことはなかったが、イギリス王子（イギリス王室の男性成員）に対して「サセックス公爵」が授けられるのではないかという推測は何度か飛び交っていた。1999年にエリザベス2世の三男であるエドワード王子が結婚した際、授けられる爵位はケンブリッジ公爵かサセックス公爵になるのではないかと予想された（実際には将来エディンバラ公爵へ叙されることを見越してウェセックス伯爵に叙された）。

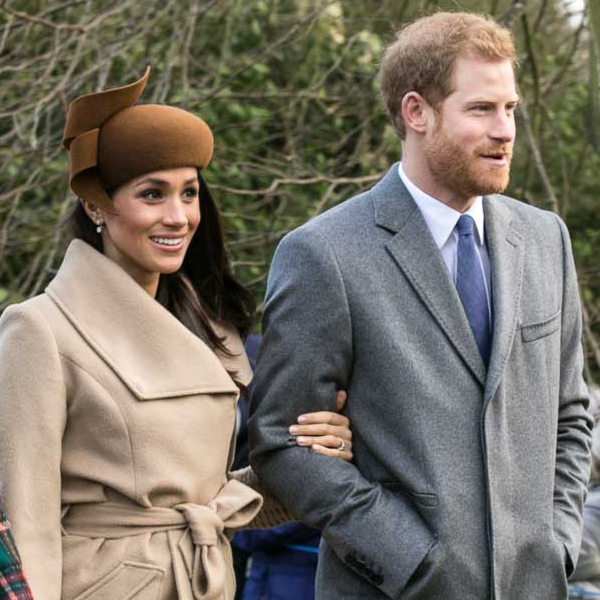
2018年現在のサセックス公爵位保持者であるヘンリー王子と公爵夫人のメーガン（2017年の婚約会見時）

2011年にチャールズ3世の長男ウィリアム王子（現在のウィリアム皇太子）がキャサリン・ミドルトンと結婚した際には、サセックス公爵が授けられる可能性があると報道された（実際にはケンブリッジ公爵に叙された）。同じく2011年に「デイリー・ミラー」はエリザベス2世がウェールズ公の次男ヘンリー王子に将来サセックス公爵を授けると約束した、という記事を載せた。ヘンリーは2018年5月19日に米国出身のメーガン・マークルと結婚したが、女王はこれに合わせてヘンリーをサセックス公爵に叙した。

## サセックス公爵

### 第一次創設（1801年）
- オーガスタス・フレデリック（1773年 - 1843年）
  - 1843年、断絶。

### 第二次創設（2018年）
- ヘンリー（1984年-）